# Candida catenulata
Candida catenulata är en svampart som beskrevs av Diddens & Lodder 1942. Candida catenulata ingår i släktet Candida, ordningen Saccharomycetales, klassen Saccharomycetes, divisionen sporsäcksvampar och riket svampar.   Inga underarter finns listade i Catalogue of Life.